# Font de Sant Antolí
La Font de Sant Antolí és una obra del poble de Sant Antolí i Vilanova, al municipi de Ribera d'Ondara (Segarra), inclosa a l'Inventari del Patrimoni Arquitectònic de Catalunya.

## Descripció
Mina d'aigua situada a l'esquerra del riu Ondara i que aprofita el desnivell del terreny per aprovisionar-se d'aigua, en un recer del marge esquerre respecte al camí d'accés. L'estructura és de planta rectangular i la façana presenta un atalussament de pedra als murs laterals amb una porta d'accés d'arc rebaixat fet amb totxanes. Aquesta façana queda per sota nivell del camí de terra que el voreja, així doncs, cal baixar tres escales per poder accedir al seu interior. La coberta interior és a partir d una volta de canó realitzada amb pedra. La canella per on surt l'aigua està situada a la part baixa esquerra i cau directa dins duna estructura quadrada retallada a la cinglera que fa les funcions de pica.